# 衡水市
衡水市是中华人民共和国河北省下辖的地级市，位于河北省东南部，以近衡漳水而得名。市境南界邢台市，西达石家庄市，北接保定市，东临沧州市、山东省德州市。地处华北平原中部，地势低洼平坦。河流属海河水系，主要有滏阳河、滹沱河，市人民政府驻桃城区育才南大街369号。
衡水位于环渤海经济圈和首都经济圈的“1+9+3”计划的京南区内，是河北省仅次于省会石家庄的第二大交通枢纽城市，铁路交通十分发达，京九、石德、邯黄、衡潢、朔黄铁路，青太、京九客运专线及石津城际高铁八条铁路或规划铁路途经衡水，组成了完整的、覆盖全国的综合交通网络，被社会经济学家费孝通先生称为“黄金十字交叉处”。

## 历史
衡水市古属冀州，西汉武帝时置十三刺史部。冀州刺史部的辖境相当今河北省中南部、山东省西端及河南省北端。东汉治高邑县（今河北柏乡县北），桓、灵间移治邺县（今河北临漳县西南），三国魏移治信都县（即今河北冀州市），晋移治房子县（今河北高邑县西南）。
隋时，南部属冀州，北部属深州。宋初，冀州属河北东路，深州属河北西路。元初，观州治所移至县城(今景县县城)，并于1265年复称景州。此后直至明、清，先后为中书省、京师、直隶省所辖，境内仍由冀、深、景三州分领。 
1982年1月，衡水镇升为衡水市。1993年9月，冀县改建为冀州市。1994年7月，深县改建为深州市。1996年5月31日，撤销衡水地区，改设地级衡水市，同时撤销原县级衡水市，改设桃城区。

## 地理

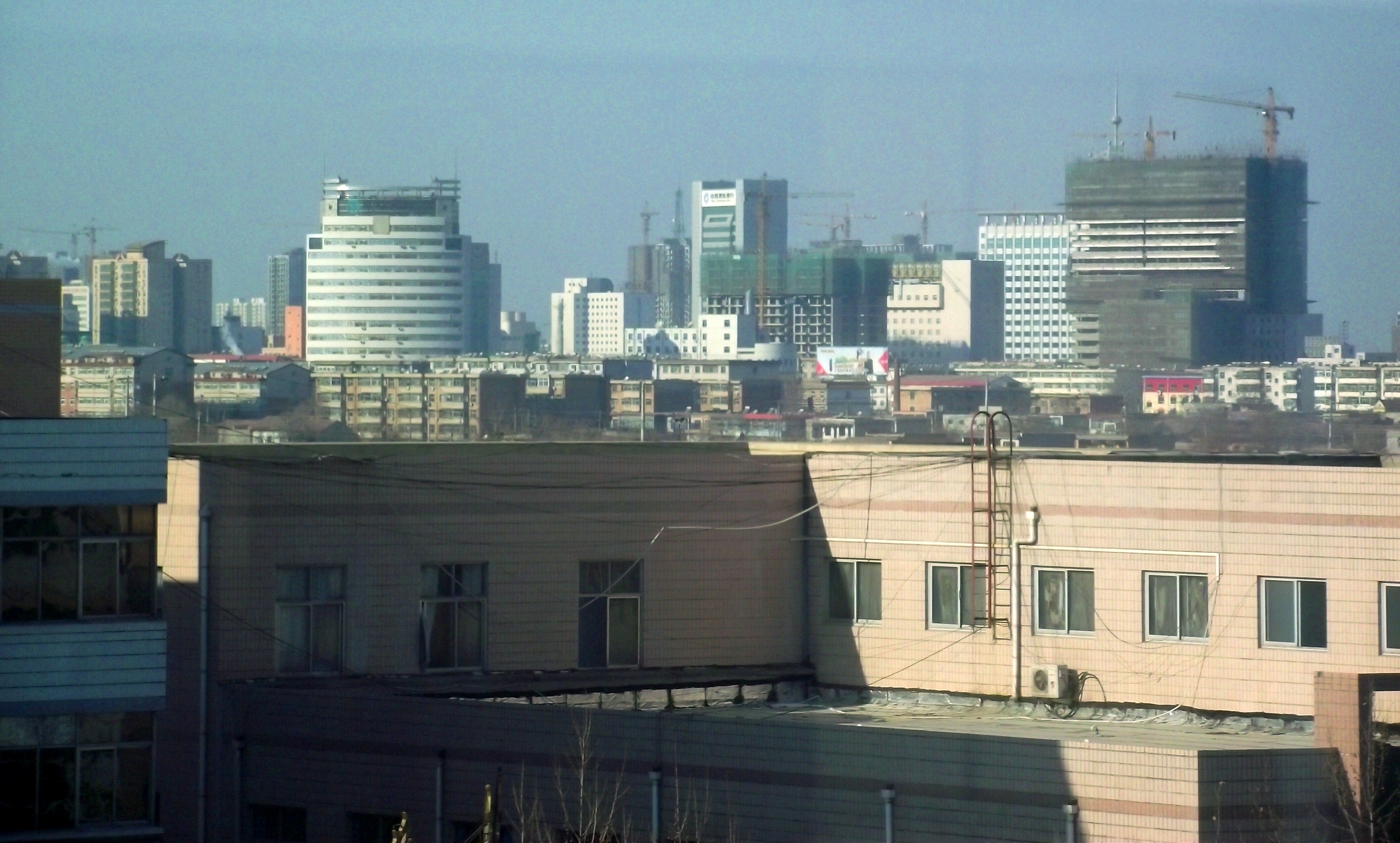
海河平原

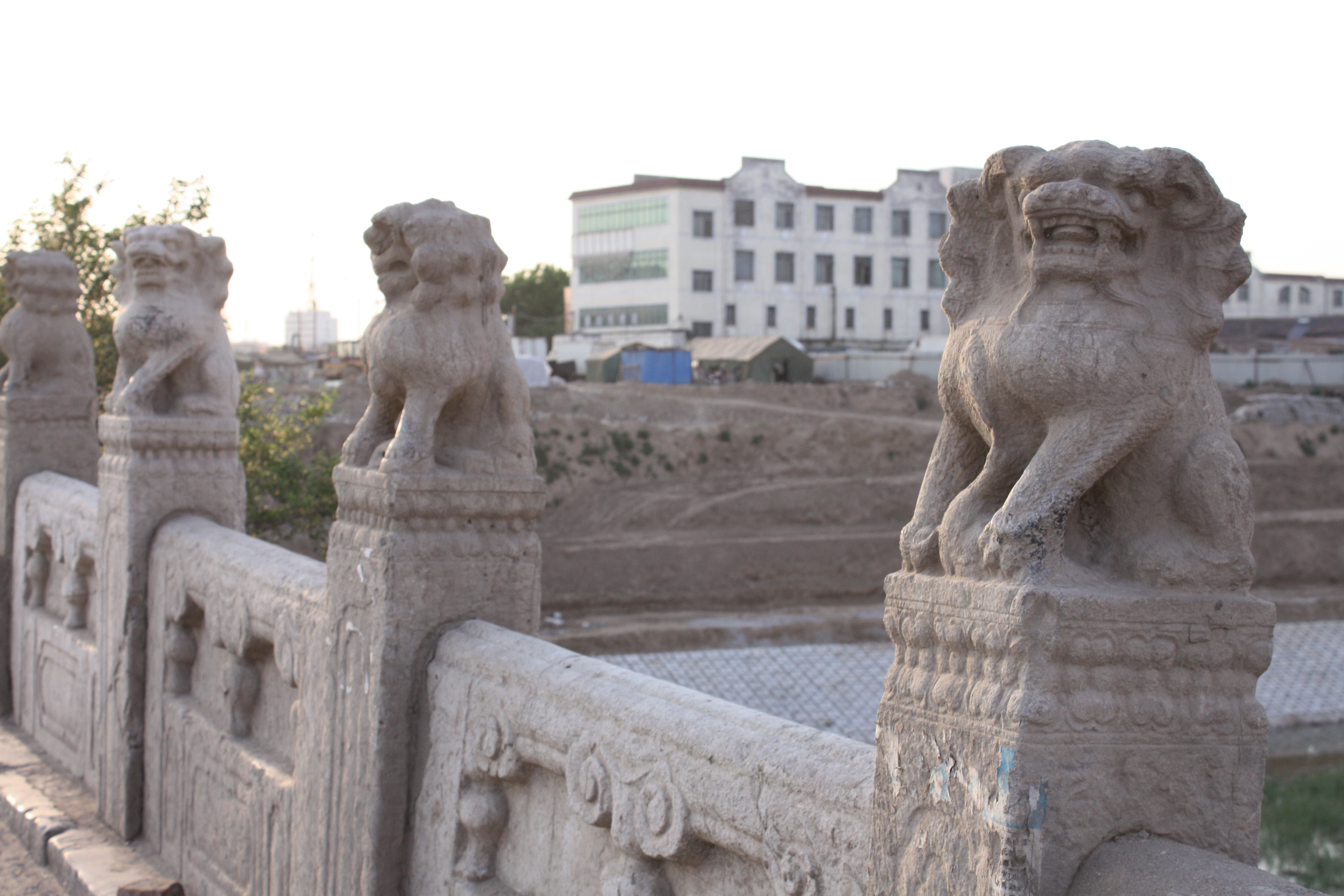
滏阳老橋

衡水市界于东经115°10′-116°34′，北纬37°03′-38°23′之间,地处海河平原、滏阳河流域；国家级自然保护区衡水湖是本市最大的淡水湖泊。

### 地势地貌
衡水市地处河北冲积平原，地势自西南向东北缓慢倾斜，海拔高度12米～30米。地面坡降，滏阳河以东在1/8000～1/10000之间，以西为1/4000。境内河流较多，由于河流泛滥和改道，沉积物交错分布，形成许多缓岗、微斜平地和低洼地。境内的衡水湖为华北平原上仅次于白洋淀的自然洼淀，蓄水面积75平方公里，集水面积120平方公里，设计水位21米，最大蓄水量2亿立方米。

### 河流水系
流经衡水境内的较大河流有潴龙河、滹沱河、滏阳河、滏阳新河、滏东排河、索泸河——老盐河、清凉江、江江河、卫运河——南运河9条，分属海河水系的4个河系。其中潴龙河属大清河系，滹沱河、滏阳河、滏阳新河属子牙河系，滏东排河属南大排水河系，索泸河——老盐河、清凉江、江江河属南大排水河系，卫运河——南运河属漳卫南运河系。

### 气候特点
衡水属温带季风气候区。气候特点是四季分明，冷暖干湿差异较大。夏季受太平洋副高边缘的偏南气流影响，潮温闷热，降水集中，冬季受西北季风影响，气候干冷，雨雪稀少，春季干旱少雨多风增温快，秋季多秋高气爽天气，有时有连阴雨天气发生。农业气候资源较丰富，但是自然灾害也频频发生，干旱、冰雹、洪涝、低温、大风等，常给农业生产造成一定影响。
| 衡水市气象数据（1981年至2010年） | 衡水市气象数据（1981年至2010年） | 衡水市气象数据（1981年至2010年） | 衡水市气象数据（1981年至2010年） | 衡水市气象数据（1981年至2010年） | 衡水市气象数据（1981年至2010年） | 衡水市气象数据（1981年至2010年） | 衡水市气象数据（1981年至2010年） | 衡水市气象数据（1981年至2010年） | 衡水市气象数据（1981年至2010年） | 衡水市气象数据（1981年至2010年） | 衡水市气象数据（1981年至2010年） | 衡水市气象数据（1981年至2010年） | 衡水市气象数据（1981年至2010年） |
| 月份                             | 1月                              | 2月                              | 3月                              | 4月                              | 5月                              | 6月                              | 7月                              | 8月                              | 9月                              | 10月                             | 11月                             | 12月                             | 全年                             |
| -------------------------------- | -------------------------------- | -------------------------------- | -------------------------------- | -------------------------------- | -------------------------------- | -------------------------------- | -------------------------------- | -------------------------------- | -------------------------------- | -------------------------------- | -------------------------------- | -------------------------------- | -------------------------------- |
| 平均高温 °C（°F）                | 3.2 (37.8)                       | 7.2 (45.0)                       | 13.7 (56.7)                      | 21.8 (71.2)                      | 27.4 (81.3)                      | 31.9 (89.4)                      | 32.0 (89.6)                      | 30.5 (86.9)                      | 26.9 (80.4)                      | 21.0 (69.8)                      | 11.8 (53.2)                      | 4.9 (40.8)                       | 19.4 (66.8)                      |
| 日均气温 °C（°F）                | −2.7 (27.1)                      | 0.9 (33.6)                       | 7.2 (45.0)                       | 15.1 (59.2)                      | 20.9 (69.6)                      | 25.7 (78.3)                      | 27.1 (80.8)                      | 25.6 (78.1)                      | 20.9 (69.6)                      | 14.3 (57.7)                      | 5.6 (42.1)                       | −0.7 (30.7)                      | 13.3 (56.0)                      |
| 平均低温 °C（°F）                | −7.1 (19.2)                      | −3.9 (25.0)                      | 1.9 (35.4)                       | 9.2 (48.6)                       | 14.9 (58.8)                      | 20.0 (68.0)                      | 22.8 (73.0)                      | 21.5 (70.7)                      | 16.1 (61.0)                      | 9.2 (48.6)                       | 0.9 (33.6)                       | −4.8 (23.4)                      | 8.4 (47.1)                       |
| 平均降水量 mm（）                | 2.0 (0.08)                       | 5.4 (0.21)                       | 11.4 (0.45)                      | 18.5 (0.73)                      | 37.4 (1.47)                      | 71.3 (2.81)                      | 147.1 (5.79)                     | 116.4 (4.58)                     | 46.1 (1.81)                      | 27.1 (1.07)                      | 11.1 (0.44)                      | 3.1 (0.12)                       | 496.9 (19.56)                    |
| 平均相對濕度（％）               | 60                               | 55                               | 53                               | 54                               | 59                               | 60                               | 75                               | 79                               | 72                               | 66                               | 66                               | 64                               | 64                               |
| 来源：中国气象数据网             |                                  |                                  |                                  |                                  |                                  |                                  |                                  |                                  |                                  |                                  |                                  |                                  |                                  |

### 生物资源
作物类粮食作物主要有：小麦、玉米、谷子、高粱、甘薯、黍子、稻谷、荞麦等。经济作物主要有：棉花、花生、芝麻、向日葵、食用菌、烟草等。蔬菜瓜果类主要有：白菜、菠菜、芹菜、茄子、番茄、豆角、白萝卜、辣椒、茴香、葱、蒜、韭菜、笋、冬瓜、北瓜、西瓜、南瓜、西葫芦、甜瓜、黄瓜、馬鈴薯等。
家畜主要有:猪、羊、牛、驴、骡、马、兔、驼、鹿等。野生类被驯化饲养的有狐、貂、貉等。家禽主要有鸡、鸭、鹅。近些年国内引进并已在衡水市养殖的野生禽类有山鸡、火鸡、珍珠鸡、鹧鸪、鹌鹑及观赏鸟类。水产主要有罗非鱼、河蟹、甲鱼、优质鲫鱼、白鲳、白鲨、黑鱼、鲶鱼、美国回鱼、青虾、鳝鱼、泥鳅、蚌类等。

## 政治

### 现任领导
| 机构     | · 中国共产党 · 衡水市委员会 | 衡水市人民代表大会 常务委员会 | 衡水市人民政府       | · 中国人民政治协商会议 · 衡水市委员会 |
| 职务     | 书记                        | 主任                          | 市长                 | 主席                                  |
| -------- | --------------------------- | ----------------------------- | -------------------- | ------------------------------------- |
| 姓名     | 吴晓华                      | 王金刚                        | 董晓航               | 钮兴辉                                |
| 民族     | 汉族                        | 汉族                          | 汉族                 | 汉族                                  |
| 籍贯     | 安徽省肥东县                | 河北省饶阳县                  | 河北省石家庄市栾城区 | 河北省定州市                          |
| 出生日期 | 1965年8月（59歲）           | 1962年12月（62歲）            | 1972年5月（52—53歲） | 1964年8月（60歲）                     |
| 就任日期 | 2022年1月                   | 2017年4月                     | 2022年1月            | 2021年8月                             |

### 历任领导
| 市委书记 - 白润璋（1996年6月－1997年12月） - 刘德忠（1997年12月－2002年12月） - 李俊渠（2003年1月－2006年7月） - 景春华（2006年7月－2008年10月） - 陈贵（2008年10月－2010年4月） - 刘可为（2010年5月－2013年1月） - 李谦（2013年1月－2017年4月） - 王景武（2017年9月－2020年8月） - 赵革（2020年8月－2022年1月） - 吴晓华（2022年1月－） | 市长 - 刘德忠（1996年5月－1997年12月） - 李俊渠（1997年12月－2003年1月） - 冀纯堂（2003年1月－2006年11月） - 高宏志（2006年11月－2012年1月） - 杨慧（2012年1月－2016年11月） - 王景武（2017年2月－2017年9月） - 吕志成（2017年9月－2018年10月） - 吴晓华（2018年12月－2022年1月） - 董晓航（2022年1月－） |

### 行政区划
衡水市现辖2个市辖区、8个县，代管1个县级市。
- 市辖区：桃城区、冀州区
- 县级市：深州市
- 县：枣强县、武邑县、武强县、饶阳县、安平县、故城县、景县、阜城县

此外，衡水市还设立以下经济功能区：衡水滨湖新区、衡水高新技术产业开发区。

## 人口
2022年末，全市常住总人口416.65万人。 其中，城镇常住人口234.74万人，比上年末增加1.07万人；占总人口比重（常住人口城镇化率）为56.34%，比上年末提高0.53个百分点。
根据2020年第七次全国人口普查，全市常住人口为4,212,933人。同第六次全国人口普查的4,340,773人相比，十年共减少了127,840人，下降2.95%，年平均增长率为-0.3%。其中，男性人口为2,125,607人，占总人口的50.45%；女性人口为2,087,326人，占总人口的49.55%。总人口性别比（以女性为100）为101.83。0－14岁的人口为817,557人，占总人口的19.41%；15－59岁的人口为2,475,722人，占总人口的58.76%；60岁及以上的人口为919,654人，占总人口的21.83%，其中65岁及以上的人口为669,889人，占总人口的15.9%。居住在城镇的人口为2,306,235人，占总人口的54.74%；居住在乡村的人口为1,906,698人，占总人口的45.26%。
衡水北部四个县市：深州市、武强县、饶阳县和安平县，因语言相近和文化相通，合称“深武饶安”。

### 民族
全市常住人口中，汉族人口为4,199,867人，占99.69%；各少数民族人口为13,066人，占0.31%。与2010年第六次全国人口普查相比，汉族人口减少136,223人，下降3.14%，占总人口比例下降0.2个百分点；各少数民族人口增加8,383人，增长179.01%，占总人口比例增加0.2个百分点。

## 经济

### 农业
盛产小麦、玉米、高粱、棉花、花生、大豆、蘋果、鴨梨、蜜桃、大棗等。

### 工业
主要有机械、化工、紡織、發電、釀酒、建材、年畫等。

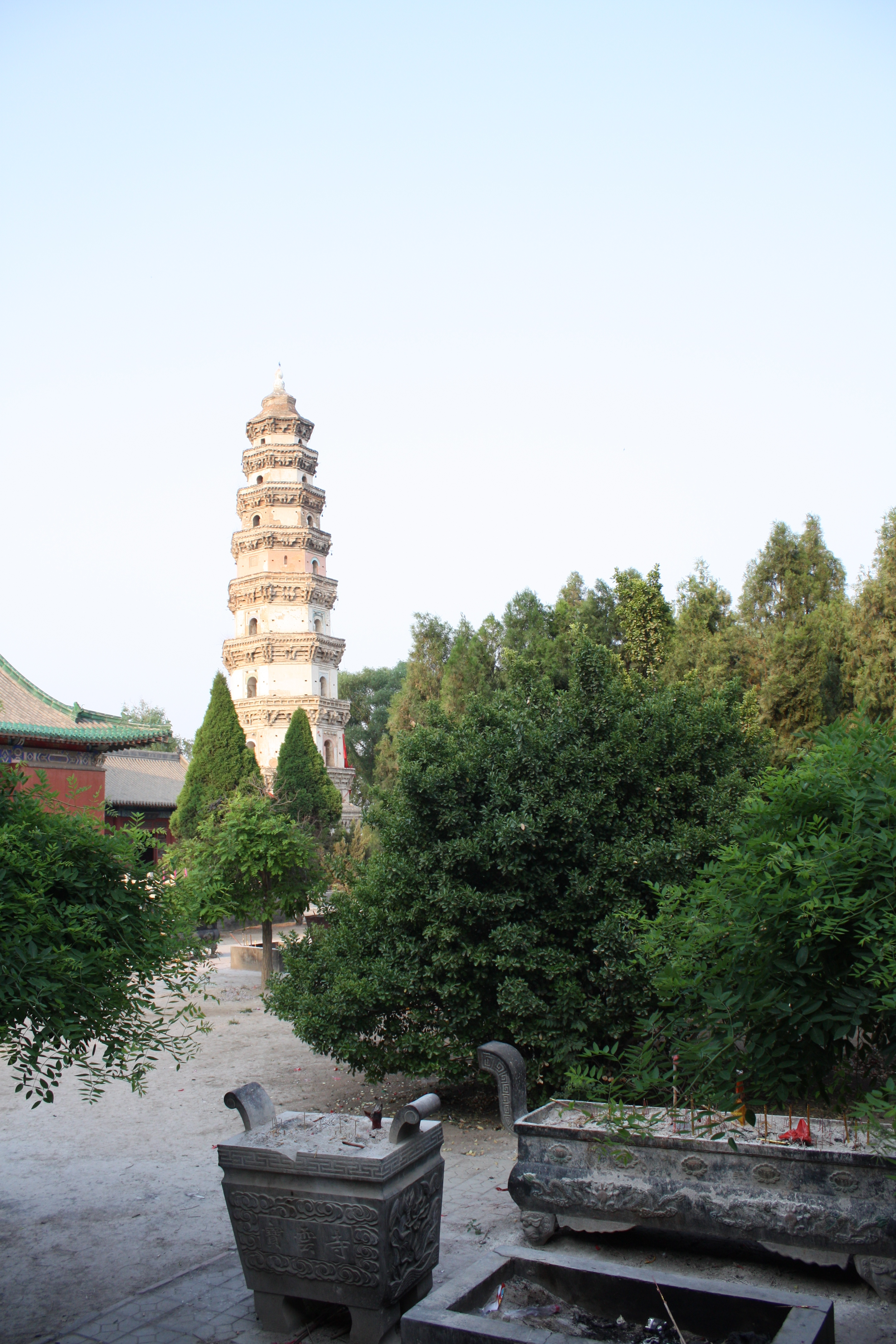
舍利塔

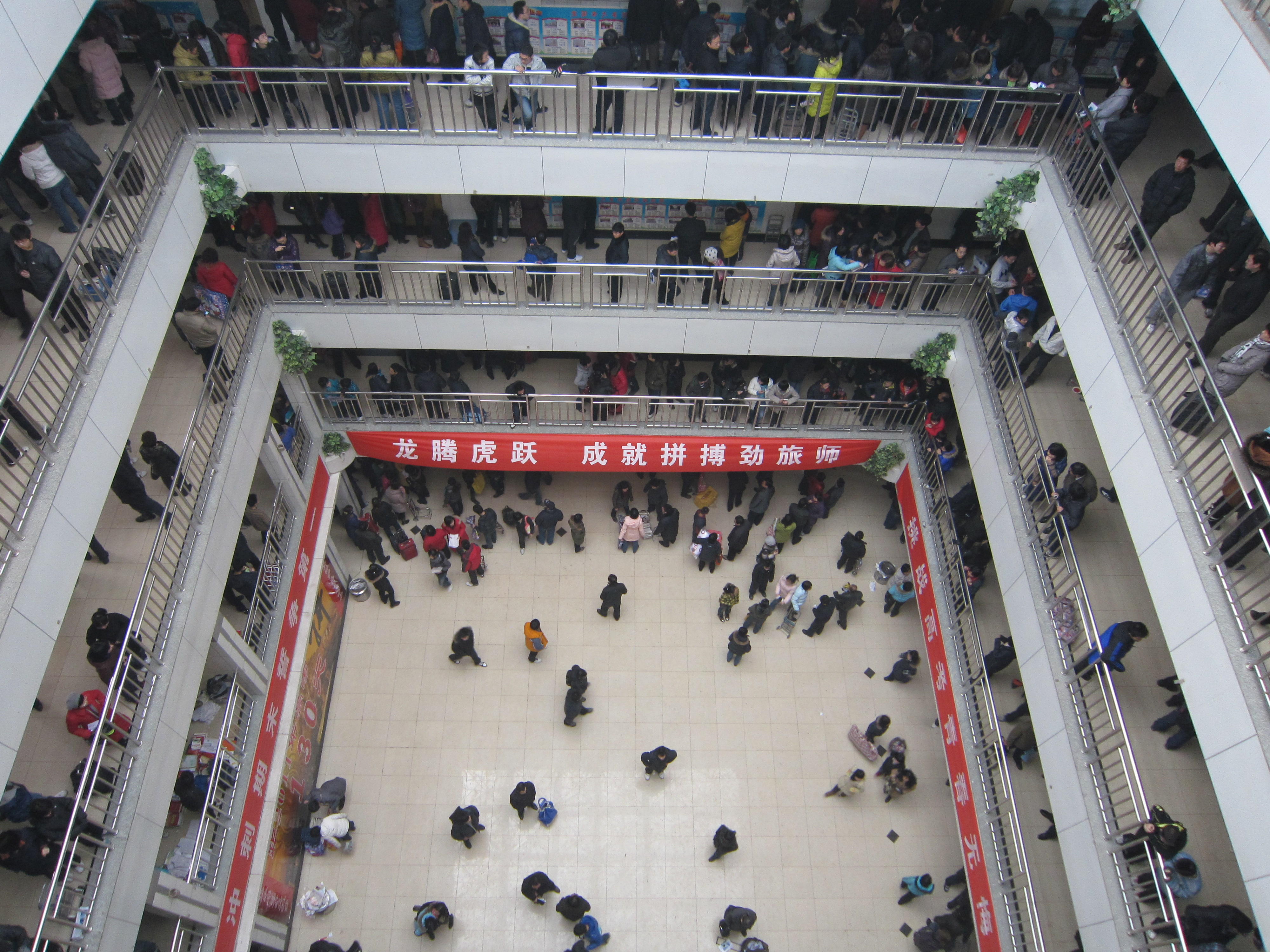
衡水中学

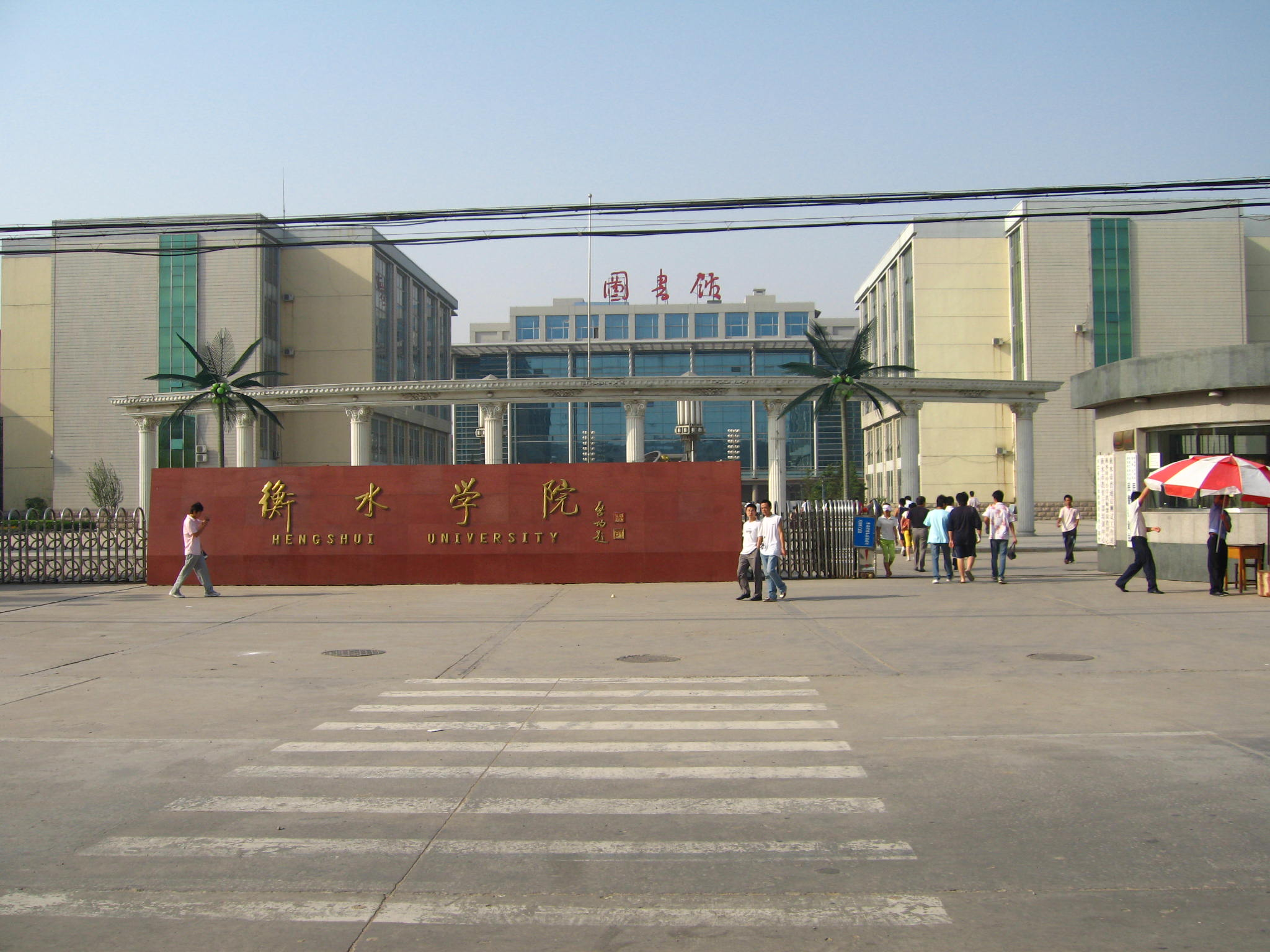
衡水学院

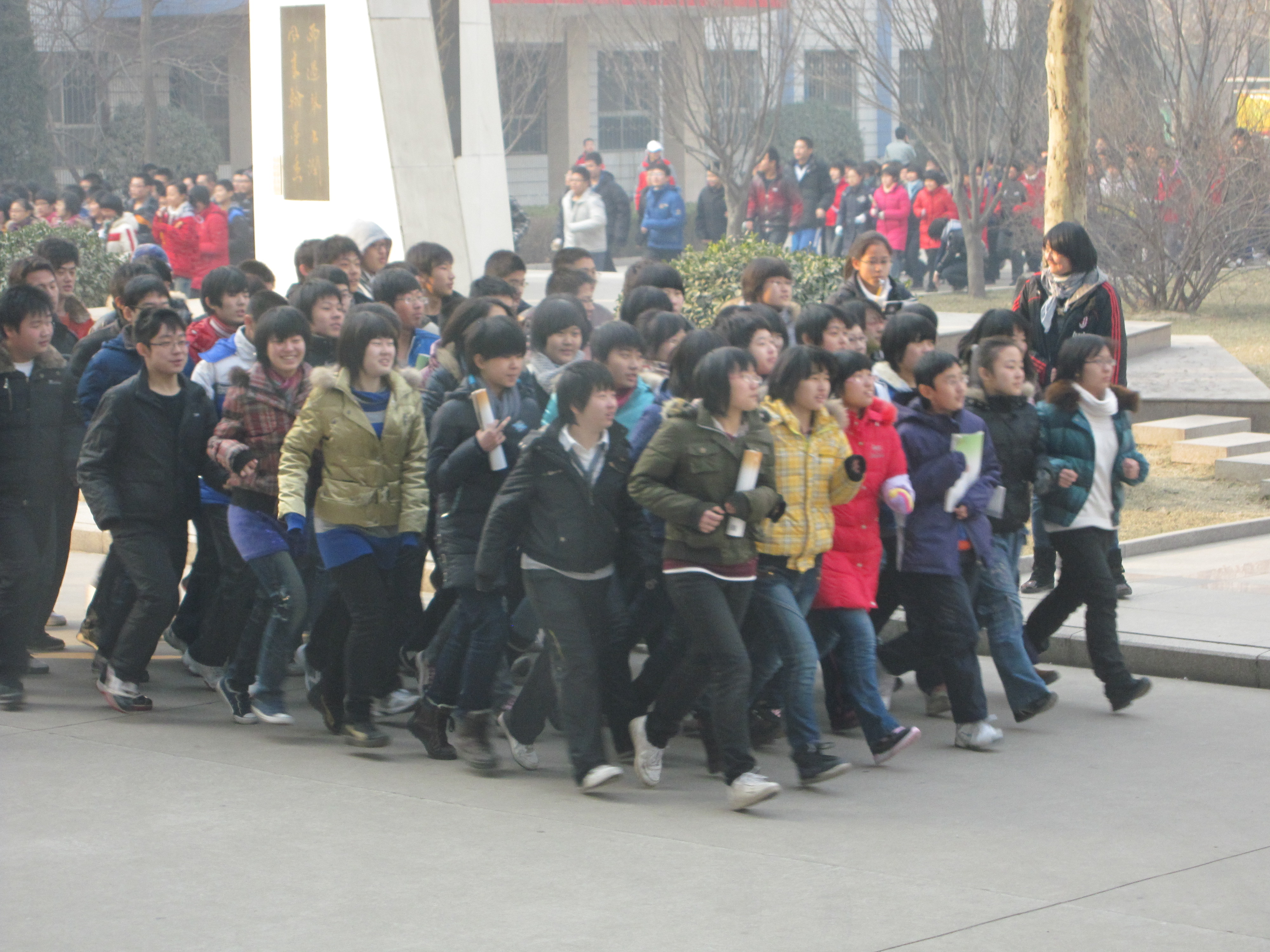
衡水中学

## 综合交通枢纽
- 普铁：京九铁路、石德铁路、邯黄铁路（在建）、朔黄铁路衡水支线（十三五规划）、衡濮开周潢铁路（十三五规划）5条普铁。
- 客运专线（高铁）：石济客运专线、京九高铁京衡段（十二五规划）2条高铁。
- 城际客运专线（城际高铁）：石衡沧港城际（在建）、德衡保城际（十三五规划）、邯衡城际（冀东南十三五规划）3条城际高铁。
- 地铁规划（4条）：1号规划线普铁衡水站地铁站~高铁衡水北站地铁站~大麻森地铁站；2号规划线普铁衡水站地铁站~衡水中学地铁站~普铁衡水东站地铁站；3号规划线普铁衡水站地铁站~滨湖新区地铁站~普铁冀州站地铁站；4号规划线普铁衡水站地铁站~市府地铁站~赵家圈地铁站。
- 高速公路： 黄石高速、 衡德高速、 大广高速、衡水昔阳高速公路（在建）、邢台衡水高速公路（在建）、任阜景德济高速公路（十三五规划）6条高速公路。
- 国道： 106国道（计划改拓）、 307国道（计划改拓）、 240国道、 339国道4条国道。
- 省道： 040省道、 302省道、 324省道、 383省道、 385省道、 391省道、 392省道、 393省道、 231省道、 233省道、 281省道、 282省道计12条省道。
- 公交线路（市内目前有35条公交线路）：其中3、4、5、6、7、8、9、10、12、13、14、15、17、18、19、20、22、26路公交车都是从普铁衡水站（公交汽车站）始发，通往市内各地，11路为长途公交线路不在市内行走，坐1、9、19路到小辛集下车换乘11路车，16路公交车从张团马始发、终点站衡水中学路口（衡水科技学校）。衡水～冀州（106国道）101路、衡水～武邑102路、衡水～枣强103路、衡水～清凉店104路、衡水～郑河沿（中湖大道）105路、衡水～深州106路、衡水～安平107路、衡水～饶阳108路、衡水～武强109路、衡水～阜城110路、衡水～景县111路、衡水～南宫201路、衡水～德州202路。
- 机场空运（1）： 衡水国际机场（在改扩建，原故城军用机场）。
- 铁路车站（4）： 普铁衡水站（京九普铁、石徳普铁、衡潢普铁~客运普铁专用站）；普铁衡水东站（邯黄普铁~客运、货运普铁专用站，在建）；高铁衡水北站（石衡沧津城际高铁、京九高铁、青太高铁~客运高铁专用站，在建）、普铁衡水西站（衡潢普铁、京九普铁、石徳普铁、朔黄普铁衡水支线~货运普铁专用站，在建）；高铁衡水南站（在建）。
- 长途汽车站（4）：汽车总站（普铁衡水站附近，全国各地、山西等西向发车发车）、汽车东站（桃城区河东街办，山东等东向发车）、汽车北站（高铁衡水北站附近，规划阶段，全国各地、京津等北向发车）、汽车南站（地铁滨湖新区站附近，规划阶段，河南等南向发车）。
- 内水运输码头站（1）：衡水湖中转码头。

## 传统特产
衡水老白干酒有1800多年的历史，冀派内画鼻烟壶、侯店毛笔、宫廷金鱼并称衡水三绝，加上武强年画謂四絕，深州蜜桃早在汉代即为贡品。

## 土地资源
衡水市地势由西南向东北倾斜，平原中地形变化较大，高差多为30厘米～50厘米，有的可达1米左右，构成明显的岗、坡、洼等不同地貌类型。缓岗为古河道遗留下来的自然堤，一般沿古河道呈带状分布，比附近地 面相对高出1米～3.5米。饶阳、安平境内缓岗地貌十分普遍。微斜平地分布最广，是缓岗向洼地过渡的地貌单元。洼地分布也很多，仅万亩以上大型洼地就有46个， 其中冀州市、桃城区界内的千顷洼为全市最大洼淀，总面积达75平方公里。
据第二次土壤普查，衡水市共有3个土纲，4个土类，7个亚类，26个土属，111个土种。面积最大为潮土土类。全市潮土亚类面积43.40万公顷，占土地总面积的62.10%，广泛分布于各县市区，是农用土地主要土壤类型。其土层深厚，质地多变，但以轻壤土为主，部分为砂质和粘质。土壤矿质养分较为丰富，但有机质、速效氮、磷养份缺乏，易受旱、涝、盐碱化威胁，历年以种植业为主。脱潮土面积14.33万公顷，占全市土地总面积的20.4%，广泛分布于古河道自然堤缓岗及高平地处。该土类地下水质好，无洪涝盐碱威胁，水利条件好的地段，多是粮、棉高产区。
根据2006年河北省土地调查统计年鉴，全市土地总面积为1325.7万亩。其中耕地856.3万亩，占全市土地总面积的64.6%，耕地中有旱地296.7万亩、水浇地550.3万亩、菜地9.3万亩，分别占耕地总面积34.7%、64.3%、1.0%；园地80.0万亩，占土地总面积的7.7%；林地18.9万亩，占土地总面积1.8%；牧草地1.2万亩，占土地总面积0.1%；居民点及工矿用地181.3万亩，占13.7%；交通用地10.3万亩，占土地总面积0.8%；未利用土地47.3万亩，占土地总面积3.6%。

### 矿产资源
衡水市目前已查明的矿产资源有石油、地热、矿泉水和砖瓦用粘土资源等4个矿种。油气资源主要分布于深州市、饶阳县、武强县。11个县市区均有地热异常显示，地热资源已被开发利用的有桃城区、深州市；砖瓦用粘土资源全市广泛分布，并已大量开采，资源的开发利用为全市经济建设发挥了积极作用。

### 油气资源
目前已查明的油气资源主要分布于深州市、饶阳县、武强县一带，有深南油田、深西油田、留楚油田等。分布面积约91平方公里，查明的石油储量约3000多万吨，原油日产量约1500吨。油气藏类型属古潜山油气藏和第三系油气藏。1996年在饶阳县与深州市交界处探明溪村油区，储量约600万吨。

### 地热资源
属新能源，衡水市特有的地层构造为地热资源的形成提供了良好的热储条件。全市平均地温梯度值3.16℃/100米，略高于大地梯度背景值（3℃/100米），垂向上可分为三个热储层。一是上第三系中低温热水。开采深度为300米～1200米，水温在23℃～50℃，矿化度较低，水量较大。二是下第三系高矿化热水。开采深度在1000米～1500米以上，水温可达50℃～80℃，矿化度较高，由于目前综合利用条件限制，暂不宜开发。三是古潜山基 岩高温热水及凹陷区上第三系高温热水。
基岩高温热水埋深在1500米～2500米以深，水温60℃以上，矿化度较低，水量较大，水头高，具备很好的开发前景。
据《衡水地热田普查报告》表明,衡水市桃城区中低温地热田,计算面积556平方公里，2000米深地温平均为68℃～80℃，热水体积储量51868×106立方米，开采储量为1471.45×106立方米，可采热储量为523.497×1016 J（合12552385167×106kcal），有效利用资源热量折合标准煤约1亿吨。属中等规模热田。

### 水资源
降水 2003年衡水市降水量为56.6亿立方米，平均降水量为642.1毫米，比多年平均降水量（522.5毫米）多119.6毫米。比上年降水量（340.7毫米）多301.4毫米，为近年来第一个丰水年份，从总的情况看，2003年衡水市降水无论从区域分布还是从年内分配上都是不均匀的，这也是衡水市降水的主要特征。

#### 地表水
自产水量。2003年全市平均径流深14.4毫米，自产径流量为12660.6万立方米，仅为多年平均径流深（19.1毫米）的75.4%。
入出境水量。2003年总入境水量13.7亿立方米，其中清凉江入境量最大为8.74亿立方米（主要为引黄济津输水），其次是卫运河，入境水量为4.35亿立方米。全市总出境水量为12.3亿立方米，其中清凉江出境量最大为7.25亿立方米，卫运河出境水量次之为4.31亿方米。全市各河流入出境水量差为1.39亿立方米，其中3517万立米入蓄衡水湖。2003年石津渠总引水量为0.92亿立方米，比上年引水量（1.15亿立方米）少20.0%。

#### 地下水资源
地下水资源量。2003年全市地下水资源量5.92亿立方米，加上2克/升～ 3克/升和3克/升～5克/升微咸水量，全市地下水总量为12.17亿立方米。

#### 水资源利用
2003年全市用水总量为15.4亿立方米，比上年总用水量少1.0亿立方米。其中地下水利用量为13.7亿立方米，占总用水量的89.0%；地表水利用量1.4亿立方米，占总用水量的9.1%；外调水量0.3亿立方米，占总用水量的1.9%。地下水利用量中，深层地下水开采量8.21亿立方米；浅层地下水开采（包括微咸水）5.49亿立方米。

## 名胜
- 安济桥 (桃城区)
- 宝云塔 (桃城区)
- 衡水湖（桃城区、冀州区）
- 景州塔（景县）
- 周亞夫墓（景县）
- 慶林寺塔（故城县）
- 深州盈亿义仓（深州市）

## 文物古迹

### 全国重点文物保护单位
- 封氏墓群
- 开福寺舍利塔
- 逯家庄壁画墓
- 北齐高氏墓群
- 宝云塔
- 庆林寺塔
- 冀州古城遗址
- 衡水安济桥
- 深州盈亿义仓

### 竹林寺遗址
位于北关村东北300米处。据传，古时在冀州城北有一座山，在此常出现海市蜃楼幻景，可以隐隐看见亭台楼阁悬于空中，“初旭微霞，水云相映”，犹如仙境，被传为三个仙山之一的紫微山。明朝时冀州州守常命人将此云幻奇景绘图以传，嘉靖年间一位冀州官吏召集能工巧匠，依照海市蜃楼幻景，在州城东北修建竹林寺，香火极盛，后因洪水冲击等原因而毁废。清朝末年，当地百姓曾自行投资，在遗址上重新修建竹林寺，但也早已毁坏。遗址原来三面环水，南面有一狭长通道与岸连接，衡水湖蓄水后，通道没入水中，遗址成为湖中一岛。1993年北关村在古遗址上建了一座殿⒁。古寺内铜佛像原在冀县文化馆保藏，十年动乱期间被砸毁，现只存竹林寺碑⒂，由冀州市文物所收藏。

### 古碑刻

#### 竹林寺碑
原在冀州镇北关村东北方向的竹林寺遗址上，现由市文保所收藏。碑长1.16米、宽0.6米、厚0.22米，只有半截可辨字迹。据旧志⒃载，碑记为清乾隆十七年刻，其文为“冀为古郡城，内外不少名刹，东有泰宁，西有开元，南有南禅，而称为最盛者咸以此之竹林寺为首焉。”此碑为国家三级文物。

#### 南潭记碑
原在小寨乡南尉迟村东南300米处，现由市文保所收藏。此碑为青石，长1.06米，宽0.55米，厚0.1米。历城范李撰文，谭杰刻石，楷书。碑文记载明嘉靖六年洪水情况：“滹沱、滏阳交会泛滥，遂东流于此，汇而为潭。厥后，诸水频固，而此潭益深。”碑文中还载有“村人谓其中有神物居之”等。此碑大部分保存完好。

#### 三友柏碑
三友柏碑原在旧城文庙内，现存于冀州中学。据清康熙年间《冀州志》称：“柏偏于殿之右旁，一身三干，苍古异常，未考植于何代，知州陈素以三友命名，有文勒石，镌文浅，日久莫辨。”清顺治十二年（公元1655年）冀州州守陈嘉会作《三友柏记》云：“侯欲惠柏之祥乎？柏之种植未考何代。昔侯淡仙陈公心异是木，勒石以记颜曰：‘三友柏’。并称之为‘柏瑞’”。此柏毁于兵火，但“三友柏”碑今仍存，阳面刻有“三友柏”三个行书大字，阴面刻有《三友柏碑记》楷书碑文，碑文清晰，碑高七尺二寸，宽二尺七寸，厚七寸四分。

### 古石雕

#### 大石磨
石磨原在北关竹林寺，两扇，每扇厚43厘米，直径164厘米，磨眼直径23厘米。相传袁绍坐冀州的时候，冀州城内一个名叫李三娘的仙女，每逢双日在城外海子里用此水磨磨面，每逢单日就趁着夜色骑着神牛给老百姓送面粉。据考证，此磨为汉代水碓磨。现于兵法城保存。

#### 石井栏
原位于冀州镇刘家埝村东300米。经考证，此石刻为唐代开元年间造的井口。该石井栏外呈正方形，内呈圆形，两面空白，两面有字，刻字右起竖写，每面有字30行，每行满格14字，共约720字，除标题、镌刻年代外，由序言、诗颂、井主和施主姓名几部分组成。该石似为义井井口，义井颂碑文为楷书阴刻。现石刻已移至冀州镇二铺竹林寺内，保存较完好，为国家三级文物。

#### 边仙姑石像
位于旧城文化馆原址院内。为明代石雕，头部断裂并有磕伤。石像高175厘米、宽48厘米、厚45厘米，面部端庄，神态和善，留有长发，胸部露铠甲，稳坐，两手置于膝部，右手紧握宝剑，左手手心向上，食指指向下方，右脚踩龟、龙。造型逼真，立体感强。

### 古墓葬

#### 南门古墓
坐落在旧城南门东侧20米处。据旧志载：“南门内左有张耳祠，宋建隆中立，元末兵废，遗址尚存，下有张耳墓。”张耳系西汉初王侯，封于冀州。1982年3月，河北省文物局进行了发掘，墓葬为一砖砌多室墓，墓室、墓道都用瓷砖砌筑，已被严重破坏，墓室内仅残留陶器碎片。据专家分析，此墓年代为东汉晚期，非张耳之墓。

#### 西元头墓
坐落在旧城西1公里，封土高5米，东西长40米，南北长31米，占地面积1240平方米。据旧志记载：“西元头村东北有元渤海郡吴泽世庆墓志，孙郑李村南有老娘墓、元东陆先生冯复墓碑。”当地群众将此墓俗称为袁绍的“四女坟”。1968年有人于封土西南角挖出一道砖墙，后被有关部门制止，并将砖墙埋好。1981年上半年又有动土现象，但破坏不严重，封土基本完好。现为省级重点文物保护单位。

#### 前冢
坐落在冀州旧城北七里，封土高10米，占地面积380平方米。建国初，有人将前冢挖一洞，发现里面有砖砌墓室，墓砖有20斤、24斤、40斤三种，墓道高6尺，宽4尺多，弯曲不直，里面有很多墓室，后用土掩埋。冢上原有一座菩萨庙，庙内有一铁钟，钟上铸有“道光三年重修”字样。十年动乱期间，庙被拆除。1969年此墓又遭人为破坏，出土文物有金镂玉衣片、铜器、陶器等，被鉴定为汉代文物。此墓虽遭部分破坏，但仍有一部分保存完好，现为县级文物保护单位。

#### 后冢
位于前冢北二里，冢高14米，东西、南北各长60米，占地3600平方米，地下物尚未遭破坏。据分析，可能是汉墓。后冢封土比前冢高大得多，其埋藏文物应更为丰富。此冢现为省重点文物保护单位。
在自然保护区内发现的文物较多，其中委托衡水市文物保管所代管的文物有：国家二级文物4件，均为汉代文物；国家三级文物9件，其中汉代文物2件，唐代文物1件，金代文物3件，明代文物1件；尚未确定年代的文物2件。在冀州市文保所保存的文物有：汉代文物239件（片），金代文物1件，尚未确定年代的文物5件，其中最珍贵的是汉代金缕玉衣片。冀州市旅游局受文保所委托，也保藏有许多文物，有自仰韶、半坡文化以后历代遗存文物，数量较多，由于未经文物部门鉴定，文物的具体年代尚未确定。

## 教育
高职
- 衡水学院
- 衡水职业技术学院

中学
- 衡水中学
- 衡水二中
- 冀州中学
- 武邑中学

教育园区
- 衡水科技工程学校
- 衡水卫生学校
- 衡水铁路电气化学校

## 友好城市
- 加拿大蒂尔森堡（英语：Tillsonburg, Ontario），1998年10月27日
- 墨西哥图提特兰，2002年6月14日